# マラリア
| 順位 | 疾病                 | DALYs （万） | DALYs （%） | DALYs （10万人当たり） |
| ---- | -------------------- | ------------ | ----------- | ---------------------- |
| 1    | 新生児疾患           | 20,182.1     | 8.0         | 2,618                  |
| 2    | 虚血性心疾患         | 18,084.7     | 7.1         | 2,346                  |
| 3    | 脳卒中               | 13,942.9     | 5.5         | 1,809                  |
| 4    | 下気道感染症         | 10,565.2     | 4.2         | 1,371                  |
| 5    | 下痢性疾患           | 7,931.1      | 3.1         | 1,029                  |
| 6    | 交通事故             | 7,911.6      | 3.1         | 1,026                  |
| 7    | COPD                 | 7,398.1      | 2.9         | 960                    |
| 8    | 糖尿病               | 7,041.1      | 2.8         | 913                    |
| 9    | 結核                 | 6,602.4      | 2.6         | 857                    |
| 10   | 先天異常             | 5,179.7      | 2.0         | 672                    |
| 11   | 背中と首の痛み       | 4,653.2      | 1.8         | 604                    |
| 12   | うつ病性障害         | 4,635.9      | 1.8         | 601                    |
| 13   | 肝硬変               | 4,279.8      | 1.7         | 555                    |
| 14   | 気管、気管支、肺がん | 4,137.8      | 1.6         | 537                    |
| 15   | 腎臓病               | 4,057.1      | 1.6         | 526                    |
| 16   | HIV / AIDS           | 4,014.7      | 1.6         | 521                    |
| 17   | その他の難聴         | 3,947.7      | 1.6         | 512                    |
| 18   | 墜死                 | 3,821.6      | 1.5         | 496                    |
| 19   | マラリア             | 3,339.8      | 1.3         | 433                    |
| 20   | 裸眼の屈折異常       | 3,198.1      | 1.3         | 415                    |

マラリア（麻剌利亜、麻拉利亜、ドイツ語: Malaria、英語: malaria、語源は「悪い空気」を意味する古いイタリア語: mala aria）は、熱帯から亜熱帯に広く分布するマラリア原虫による感染症である。雌のハマダラカが媒介するマラリア原虫が病原体であり、原虫の違いにより5種類に大別される（熱帯熱マラリア、三日熱マラリア、四日熱マラリア、卵形マラリア、サルマラリア）。
蚊に刺されてマラリア原虫が体内に入ると、潜伏期間（1週間～4週間程度）を経て、発熱や悪寒（寒気）、頭痛、関節や筋肉の痛み、関節痛、筋肉痛、嘔吐、下痢といった症状が現れ、脳や内臓に合併症を引き起こすこともある。防蚊対策のほか、予防薬や治療薬もあるが、熱帯熱マラリアでは発症から24時間以内に適切な治療を施さないと重症化して、死亡することもある。悪性の場合は脳マラリアによる意識障害や腎不全なども起きる。
全世界ではマラリアに年間2.16億人が感染し、うち44.5万人が死亡している（2016年）。日本でも輸入感染症として年間60人程度の発症届け出がある（新型コロナウイルス感染症の世界的流行による国際的往来制限前）。近代以前の日本でもしばしば発生しており、古典などで出てくる瘧（おこり）とは、大抵このマラリアを指していた。痎瘧（かいぎゃく、がいぎゃく）はマラリアの意。
感染者や死者が多いことから、医学や公衆衛生でも重大な関心が払われており、世界保健機関（WHO）は4月25日を「世界マラリア・デー」に定めている。結核、ヒト免疫不全ウイルス（HIV）とともに「世界三大感染症」と呼ばれる。

## 症状
マラリアを発症すると、40度近くの激しい高熱に襲われるが、比較的短時間で熱は下がる。しかし、三日熱マラリアの場合48時間おきに、四日熱マラリアの場合72時間おきに、繰り返し激しい高熱に襲われることになる。卵形マラリアは三日熱マラリアとほぼ同じで50時間おきに発熱する。熱帯熱マラリアの場合には周期性は薄い。
熱帯熱マラリア以外で見られる周期性は原虫が赤血球内で発育する時間が関係しており、たとえば三日熱マラリアでは48時間ごとに原虫が血中に出るときに赤血球を破壊するため、それと同時に発熱が起こる。熱帯熱マラリアに周期性がないのは赤血球内での発育の同調性が良くないためである。
いずれの場合も、一旦熱が下がることから油断しやすいが、すぐに治療を始めないとどんどん重篤な状態に陥ってしまう。一般的には、3度目の高熱を発症した時には大変危険な状態にあるといわれている。
放置した場合、熱帯熱マラリア以外は慢性化する。慢性化すると発熱の間隔が延び、血中の原虫は減少する。
三日熱マラリアと卵形マラリアは一部の原虫が肝細胞内で休眠型となり、長期間潜伏する事がある。この原虫は何らかの原因で分裂を再開し、再発の原因となる。四日熱マラリア原虫の成熟体は、血液中に数か月 - 数年間潜伏して発症させることがある。

### 合併症
合併症は一般的に熱帯熱マラリアに起こる。

#### 脳マラリア
原虫に寄生された赤血球の表面に形成された突起(Knob)が、血管内皮に固着して血流を阻害するなどして発症する。脳や他の臓器の毛細血管が多発的に閉塞し、急性腎不全、意識低下、言語のもつれなどの神経症状が起こる。進行すると昏睡状態に陥り、死亡する。

#### 黒水熱
急速な溶血により、ヘモグロビン尿、黄疸などが発症する。

#### その他の合併症
脾臓肥大と低血糖、肺水腫などが発症する可能性がある。また、妊婦が感染すると妊娠に影響を与え、また原虫が胎児に移行する可能性もある。

## 原因

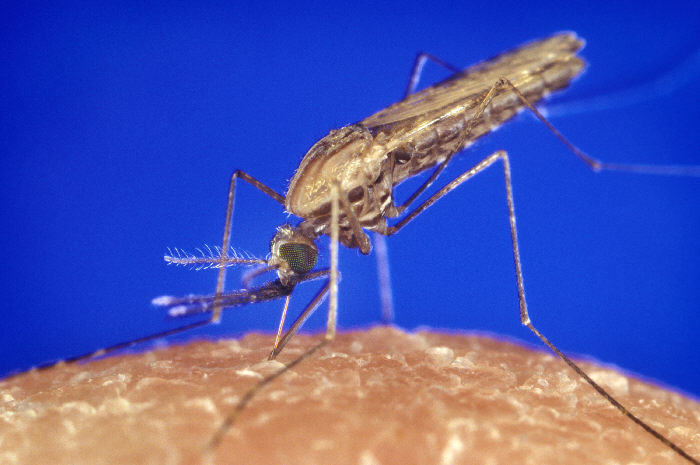
マラリア原虫を媒介するハマダラカ

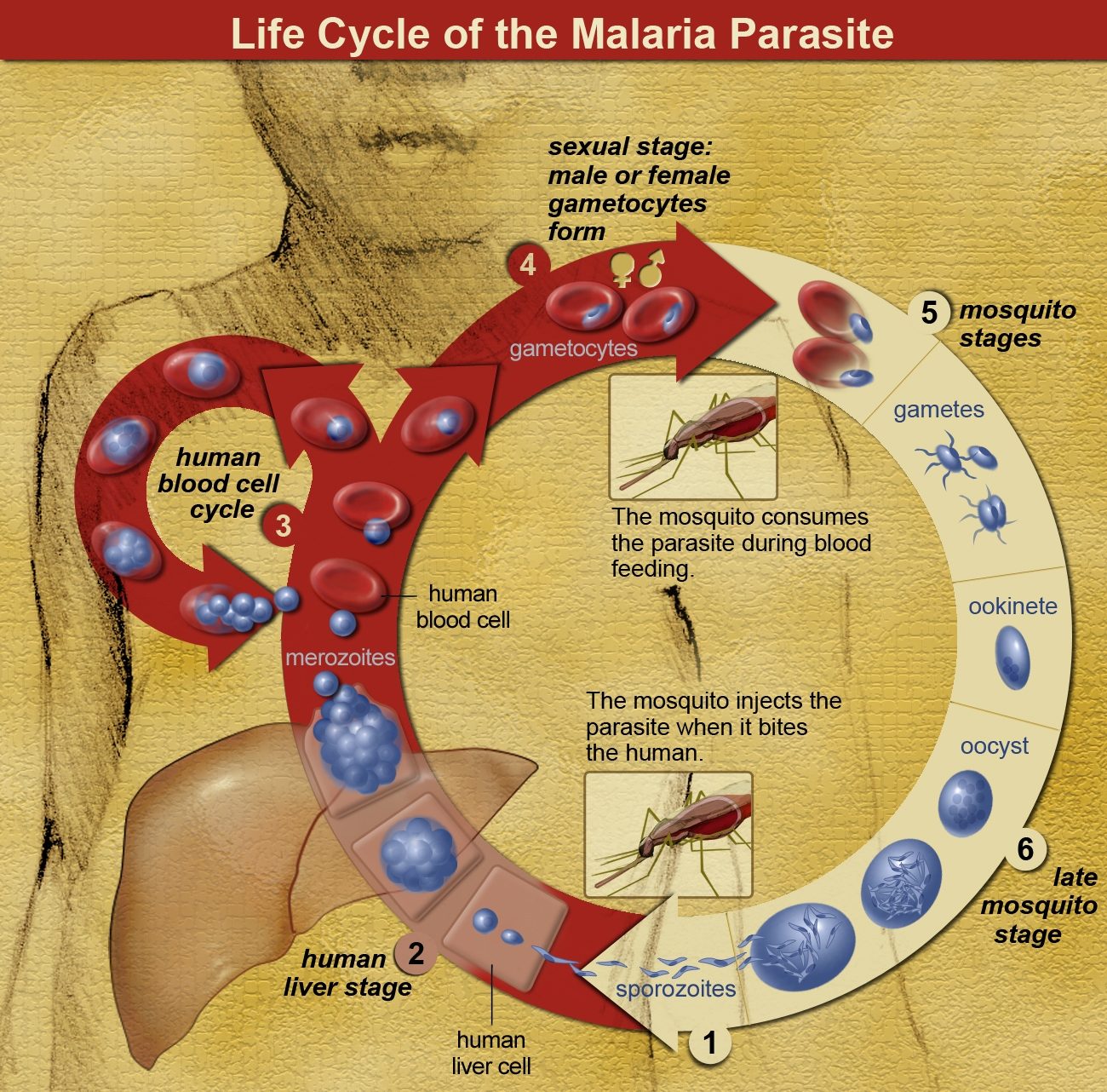
マラリアのライフサイクル

病原体は単細胞生物であるマラリア原虫（Plasmodium spp.）。ハマダラカ（Anopheles spp.）によって媒介される。
マラリア原虫はアピコンプレクサ門 胞子虫綱 コクシジウム目に属する。微細構造および分子系統解析からアルベオラータという系統に属する。ここには他に渦鞭毛藻類が知られ、近年マラリア原虫からも葉緑体の痕跡が発見された。そのため、その全てが寄生生物であるアピコンプレクサ類も祖先は渦鞭毛藻類と同じ光合成生物であったと考えられている。ヒトの病原体となるものはながらく熱帯熱マラリア原虫（P. falciparum）、三日熱マラリア原虫（P. vivax）、四日熱マラリア原虫（P. malariae）、卵形マラリア原虫（P. ovale）の4種類であったが、近年サルマラリア原虫（P. knowlesi）が5種目として大きな注目を集めている。サルマラリアは顕微鏡検査では P. vivaxと区別が難しいため従来ほとんど報告例はなかったが、近年の検査技術の発達によりPCRで確実な判断ができるようになったため、多数症例が報告されるようになった。マレーシア・サラワク州では今日のマラリア症例の70%がサルマラリアによるものであることも報告されている。タイでも報告例がでてきた。熱帯熱マラリア原虫によるマラリアは症状が重いことで知られるが、サルマラリアは24時間以下の周期で急激に原虫が増加し、他のマラリアとことなりほぼ全ての赤血球に侵入するため症状は重篤になることが多く、これらの発見から当該地域でのマラリア・コントロールは新たな手法による対応を迫られている。

### 生活環
マラリア原虫は寄生した脊椎動物で無性生殖を、終宿主である昆虫（蚊）で有性生殖を行う。したがって、ヒトは終宿主ではなく中間宿主である。ハマダラカで有性生殖を行なって増殖した原虫は、スポロゾイト（胞子が殻の中で分裂して外に出たもの）として唾液腺に集まる性質を持つ。このため、この蚊に吸血される際に蚊の唾液と一緒に大量の原虫が体内に送り込まれることになる。血液中に入ると45分程度で肝細胞に取り付く。肝細胞中で1 - 3週間かけて成熟増殖し、分裂小体（メロゾイト）が数千個になった段階で肝細胞を破壊して赤血球に侵入する。赤血球内で 8 - 32個に分裂すると赤血球を破壊して血液中に出る。分裂小体は新たな赤血球に侵入しこのサイクルを繰り返す。
ヒトに対し病原性を及ぼすマラリア原虫（Plasmodium属）の種
- 熱帯熱マラリア原虫 (P. falciparum)
- 三日熱マラリア原虫 (P. vivax)
- 卵形マラリア原虫 (P. ovale)
- 四日熱マラリア原虫 (P. malariae)
- 二日熱マラリア (P. knowlesi)（まれ）

## 検査

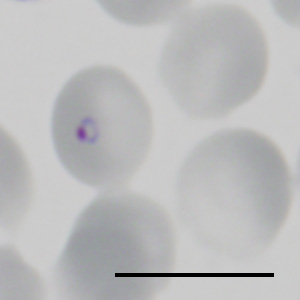
赤血球内に感染している熱帯熱マラリア原虫（P. falciparum）のリング体（スケールは10μm）

ギムザ染色によってマラリア原虫は赤血球内に認められる。
- 末梢血ギムザ染色 - ただし通常のpH6.5ではなく、ph7.2 - 7.4のリン酸緩衝液を用いたほうが観察しやすい。
- 迅速診断キット
  - ICT Malaria P.f./P.v.®
  - OptiMAL®
- PCR-MPH法（岡山大学の綿矢ら）
- 赤血球の溶血にともないハプトグロビン値の低下が見られる。血小板数も低下する。

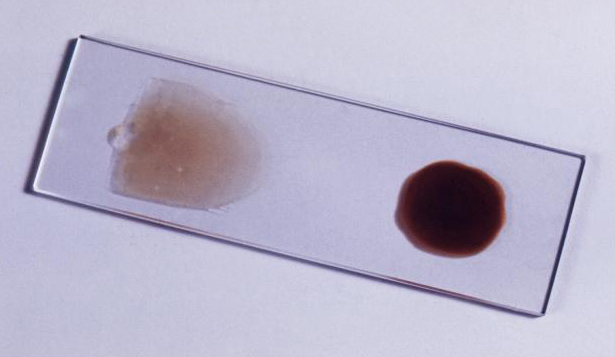
血液検査

## 予防

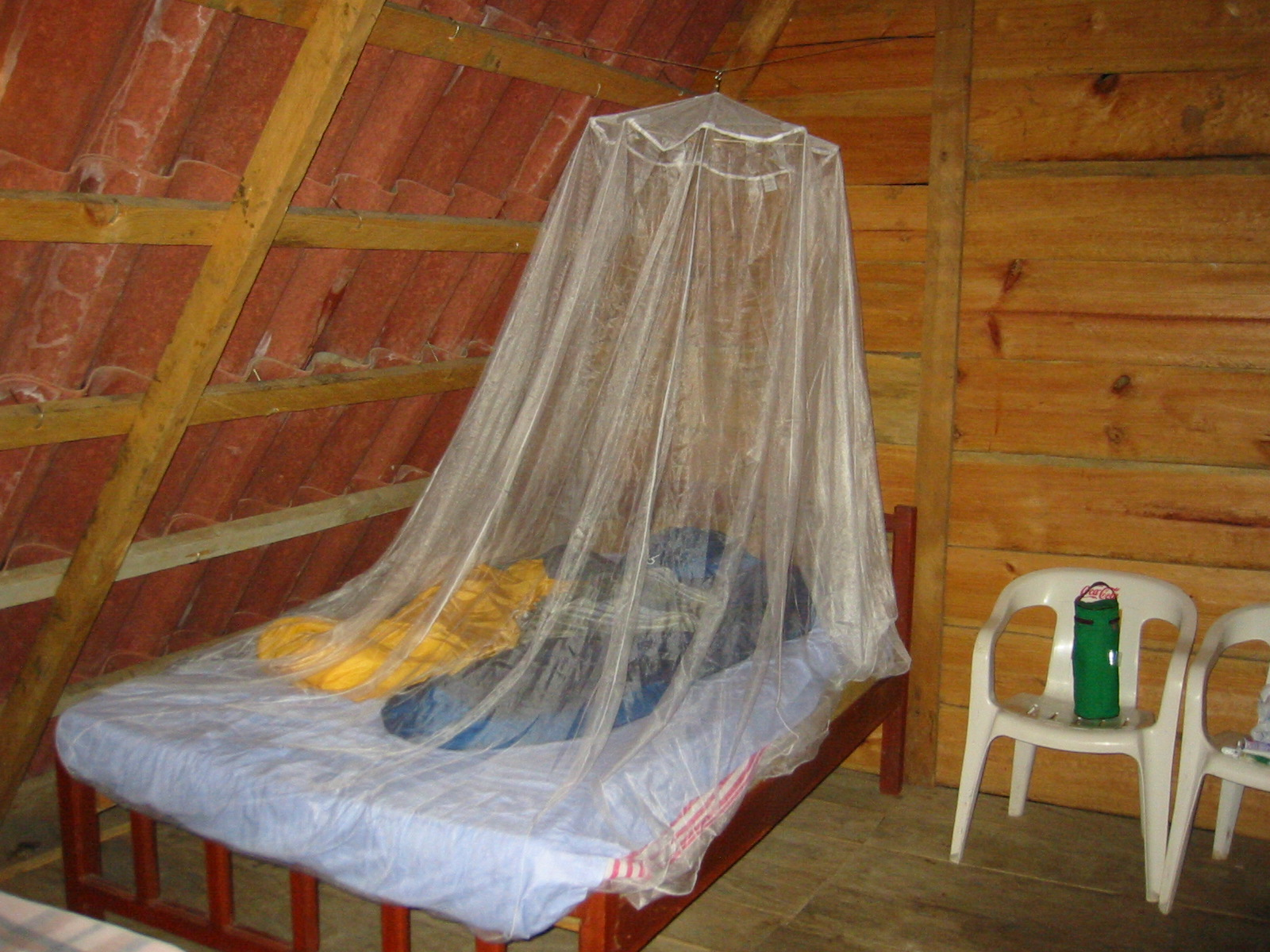
蚊帳

ワクチンが実用化される以前は、マラリアの流行地に行く場合はまず感染を防ぐ為には、蚊に刺されないようにすることが最重要事項だった。殺虫剤や虫除けスプレーなどを使うほか、夜間は蚊帳を用いることも必要である。メフロキン等の抗マラリア薬の予防投与も行われる。

### 蚊の防除

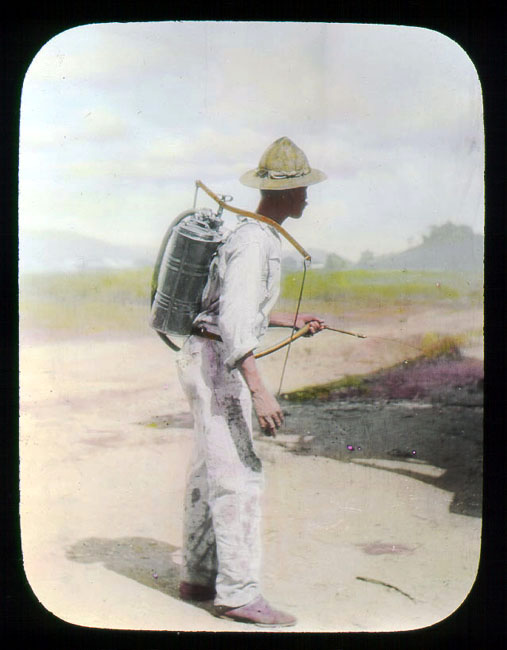
パナマ運河地帯での防除作業（1912年）

一般的に、土着マラリアが流行する地域では、住民は劣悪な住居に住んでいる。実際、明治34年（1901年）に土着マラリアが流行していた北海道深川村（現在の深川市）では、7 - 8月、屯田兵の兵屋内で、容易に50 - 60匹のハマダラカを捕獲できた。つまり屯田兵の兵屋は、50 - 60匹のハマダラカが屋内に侵入するような劣悪な住居で、なおかつ住人は蚊帳などをほとんど使わずに生活していた。なお、そのハマダラカは、20 - 30匹に1匹の割合でマラリア原虫に感染していた（陸軍軍医学校教官陸軍一等軍医ドクトル、都築甚之助・陸軍二等軍医、大町文興調査）。また、2008年2月半ば、ケニア西部にあるビクトリア湖畔のスバ県の土着マラリアが流行する地域（高地ではない）の伝統的な作りの住居（土壁。6畳ほどの民家に、夫婦2人と子供5人が生活している）に白いシーツを敷き詰め、屋内に殺虫剤を吹きかけると、10分間で、100匹以上のハマダラカの死骸を採取できた（長崎大学ケニアプロジェクト調査）。つまり、この地域の伝統的な作りの住居は100匹以上のハマダラカが屋内に侵入するような劣悪な住居である。
なお、2007年、国立感染症研究所ウイルス第一部部長倉根一朗は、マラリアの流行には、特に住宅構造が関係すること、現在の日本の住宅構造を考えると、毎晩、多数の蚊に刺される可能性はほとんど考えられないこと、今の日本のインフラストラクチャーを考えれば、自然災害などが重なってインフラストラクチャーが崩れるなどの変化が起きない限り、仮に地球温暖化が進んだとしてもマラリアが流行するとは思えないということを主張した。

### ワクチン
マラリア原虫は遺伝子を変化させ薬剤耐性を獲得し、免疫防御を巧妙に回避する方向に進化してきたため、実用的な抗マラリア・ワクチンは長年開発途上にあった。しかし2021年10月6日、世界保健機関（WHO）はマラリアに対するワクチンを推奨すると初めて発表した。これは英国のグラクソ・スミスクライン（GSR）が30年以上開発してきた「RTS,S」で、原虫の表面タンパク質の一部をウイルスの殻で包んで、人体による抗体産生を促して原虫を排出させ、感染段階で作用させて発症を減らす仕組みである。ただし「RTS,S」を投与しても免疫反応は起きにくいうえ、マラリア原虫は赤血球に侵入して発症させる段階では形態が変わるため、効果は限定される。「RTS,S」は2013年に販売される見通しとなった旨が報道された。2011年時点では、実用化された場合、マラリア発症リスクが56%、重症化リスクが47%、それぞれ低減されるとしていた。
ワクチン開発は、前述のグラクソ・スミスクライン社だけでなく日本の大阪大学微生物病研究所らのグループや、愛媛大学と大日本住友製薬による発症抑制型でも行われている。

### 保健教育
マラリア流行地域から帰国してから1 - 2週間後に高熱が発生した場合はマラリアが疑われるため、熱が下がっても安心せず、直ちに病院を受診することが必要である。再発を防ぐため、投薬中止は自分で判断せず、必ず医師の判断を仰ぐ。

## 治療
マラリア原虫へのワクチンは上述のとおり開発中だが、抗マラリア剤はいくつかある。昔からあるマラリアの治療薬としてはキニーネが知られている。他にはクロロキン、メフロキン、ファンシダール、プリマキン、マラロン等がある。
このうちマラロン以外は、強い副作用が現れることがあり注意が必要である。クロロキンは他の薬剤よりは副作用が少ないため、予防薬や治療の際最初に試す薬として使われることが多いが、クロロキンに耐性を示す原虫も存在する。通常は熱帯熱マラリア以外ではクロロキンとプリマキンを投与し、熱帯熱マラリアでは感染したと思われる地域での耐性マラリア多寡に基づいて治療を決定する。
近年では、漢方薬を由来としたチンハオス系薬剤（アルテミシニン）が副作用、薬剤耐性が少ないとされ、マラリア治療の第一選択薬として広く使用されるようになった。これによりこれまで制圧が困難であった地域でも大きな成果をあげている一方、アジア、アフリカの一部では既に薬剤耐性が報告されるようになってきた。
近年は殺虫剤に耐性を持つハマダラカや、薬剤に耐性のあるマラリア原虫が現れていることが問題になっている。また地球温暖化による亜熱帯域の拡大とともにマラリアの分布域が広がることも指摘されている。流行地で生まれ育ち、度々マラリアに罹患して免疫を獲得したヒトでは、発熱などの症状がほとんど診られないこともあるが、免疫が無ければ発症する。

## 疫学

2004年の100,000人あたりのマラリアの障害調整生命年(DALY)
no data
<10
10-100
100-500
500-1,000
1,000-1,500
1,500-2,000
2,000-2,500
2,500-2,750
2,750-3,000
3,000-3,250
3,250-3,500
≥3,500

マラリアの発生、流行は、現在、熱帯および亜熱帯地域の70か国以上に分布している。全世界で年間約2億2000万人の患者が発生し、死者数は年間約45万人に上ると報告されている。2013年時点では60万人近くがマラリアで命を落としているとされた。最も影響が甚大な地域はサハラ砂漠以南のアフリカ諸国である。
過去には、日本やヨーロッパなどでもマラリアが流行した。イタリアの都市の多くが、丘の上に作られているのは、低湿地がマラリアの多発地帯である事を恐れた結果であったとする指摘がある。実際、過去にはイタリアでもマラリアが存在し、19世紀の政治家・カミッロ・カヴールといった著名人も死去している。しかし、現代では、日本やヨーロッパなどの温帯地域はマラリアの流行地帯ではなく、流行は熱帯地域に多い。
地球温暖化の影響でハマダラカが越冬できる地域が広がったことにより、感染地域が広がる危険性についても指摘されている。

### マラリアを保持しないハマダラカ
ハマダラカは、マラリア原虫を媒介する。しかし、ハマダラカが生息していても、土着マラリアが流行していない地域がある。実際、かつて、土着マラリアが流行した西ヨーロッパ、アメリカ合衆国、カナダ南部、北緯64度以南のロシア、日本、南樺太には、今でもハマダラカが生息しているが、土着マラリアは流行していない。

### 現代各国の状況（帰属未確定な地域を含む）

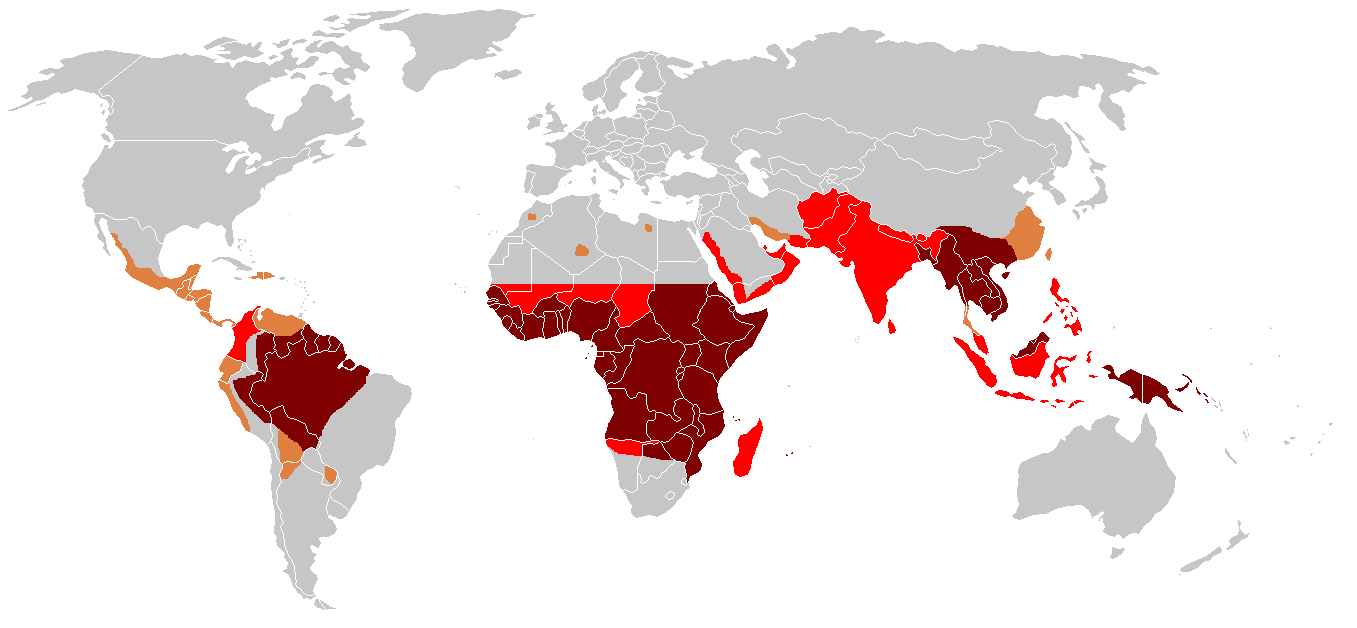
マラリアの流行地域
クロロキン耐性・多剤耐性あり
クロロキン耐性あり
熱帯熱マラリアまたはクロロキン耐性なし
存在しない

#### アメリカ合衆国
1930年代まで年間10万人以上のマラリア患者を出しており、特にミシシッピー北西部の低湿なデルタ地帯で流行していた。特にテネシー川流域では人口の3割がマラリアに感染しており、テネシー川流域開発公社ではマラリアの撲滅が重要な課題となっていた。また、アメリカ疾病管理予防センターはマラリアを撲滅するために作られたプログラム及び組織が前身となっている。現在ではアメリカから土着マラリアは根絶されたが、年間2,000例の輸入マラリアが報告されている。

#### 日本
1903年（明治36年）時には全国で年間20万人の土着マラリア患者があったが、その後は急速に減少し、1920年（大正9年）には9万人、1935年（昭和10年）には5,000人に激減している。第二次世界大戦中・戦後に復員者による一時的急増があったが、減少傾向は続き、1959年に彦根市の事例を最後に土着マラリア患者は消滅した。
しかし現在も海外から帰国した人が感染した例（いわゆる輸入感染症）が年間100例以上ある。また、熱帯熱マラリアが増加傾向にある。現在第4類感染症に指定されており、診断した医師は7日以内に保健所に届け出る必要がある。詳細は下記を参照のこと。
日本もマラリア対策に協力しており、その一つに伝統的な蚊帳づくりがある。

#### ロシア
北緯64度以南の地域（北樺太、シベリアを含む）で、三日熱マラリアが流行していた。その大多数は、土着マラリアと思われるが、現在では姿を消している。

#### 南樺太
少なくとも、1922年（大正11年）頃までは三日熱マラリアが流行していた。その大多数は、土着マラリアと思われるが、現在では姿を消している

#### カナダ
カナダ南部で、マラリアが流行していた。例えば、1820年代のリドー運河建設時には、多数の労働者がマラリアに罹患した。その大多数は、土着マラリアと思われるが、現在では絶滅している。

#### 韓国
大韓民国（韓国）では一時期根絶に成功したと考えられていたが、1993年に京畿道北部の軍事境界線で三日熱マラリアの感染事例が確認された。北朝鮮側からマラリア感染した蚊が飛来したためと推定されている。当初患者は20 - 25歳の軍人が主だったが、次第に民間人へも広まり、現在では軍人患者とほぼ同数。2007年の全患者数は23,413人にのぼっているという。

#### 中華人民共和国
世界保健機関（WHO）により2021年に清浄国と認定された。

#### オランダ
オランダ低湿地地帯は19世紀のヨーロッパで最もマラリアが蔓延している地帯として知られていた。ナポレオン戦争期のイギリスによるワルヘレン上陸作戦では8,000名が罹患したことがクラウゼヴィッツ『戦争論』に記されている。

#### スウェーデン
スウェーデンでは1880年頃まで毎年4,000 - 8,000人のマラリア患者が出ていた。その大多数は、土着マラリアと思われるが、現在では、撲滅された。

#### アフリカ

##### モザンビーク
2017年、モザンビークではマラリアの流行が深刻化した。2017年1月から3月の間に148万人がマラリアと診断され、288人が死亡している。

##### ヴィクトリア湖
2008年3月、ケニア、ウガンダ、タンザニアにまたがるアフリカ大陸最大の湖ヴィクトリア湖は年々水位が下がっており、係留していたと思われるボートが陸に上がってしまったり、湖岸であった箇所には幅10メートルないし20メートルの草地が続いていたりすると報道された。NASAなどの人工衛星観測データでは、ヴィクトリア湖の水位がピークの1998年にくらべ1.5メートルも低下しており、1990年代の平均と比べても約50センチメートル低くなっている。原因としては、降雨量の減少と下流にあるダムへの過剰な流出が考えられている。干上がりかけた水たまりにハマダラカのボウフラ（カの幼虫）が泳ぐなど蚊の繁殖に好適な水域が広がり、従来はマラリアが非流行地だったケニア西部の高地にも多発する傾向が顕著となっている。

## 歴史

### ノーベル賞
マラリアに関する研究に対して与えられたノーベル生理学・医学賞は4件ある。
1. 1902年、イギリスの内科医ロナルド・ロスに、マラリア原虫がハマダラカによって媒介されることの発見に対して与えられた。
2. 1907年、フランスの病理学者シャルル・ルイ・アルフォンス・ラヴランに、原虫による疾病の研究に対して与えられた。これは1880年のマラリア原虫の発見と、その後のリーシュマニアおよびトリパノソーマの研究を指す。
3. 1927年、ウィーンの医師ユリウス・ワーグナー＝ヤウレックに、麻痺性痴呆のマラリア療法の発明に対して与えられた。麻痺性痴呆は梅毒の末期症状であるが、梅毒の病原体である梅毒トレポネーマは高熱に弱いため、患者を意図的にマラリアに感染させて高熱を出させ、体内の梅毒トレポネーマの死滅を確認した後キニーネを投与してマラリア原虫を死滅させるという治療法である。当時梅毒の治療法としては他にサルバルサン投与による方法があったが、麻痺性痴呆には効果がなかったため画期的な治療法だった。ただし、この療法は危険度が大きいため抗生物質が普及した現在では行なわれていない。
4. 2015年、中国の屠呦呦に与えられた。1960年代から1970年代にかけ、屠によるチームが漢方薬のクソニンジンからアルテミシニンを開発したことによる[35]。

### 戦争マラリア
大東亜戦争（太平洋戦争）では南方のジャングルに長期滞在する兵士が多かったため、マラリア患者が続出した。日本軍は治療薬キニーネの支給を行っていたものの、ガダルカナル島の戦いでは1万5000人、インパール作戦では4万人、沖縄戦では石垣島の住民ほぼ全員が罹患して3,600人、ルソン島の戦いでは5万人以上がマラリアによって死亡した。
米軍も大戦中に多くの戦争マラリア罹患者を出し、罹患者は50万人にも及び、アフリカや太平洋での作戦中に6万人の米兵がマラリアのために死亡した。
この経験から米軍は1946年に蚊の忌避剤としてディートを使用し、後の民生用虫除け剤の開発の契機となったが、ベトナム戦争でも多くのマラリア罹患者が出た。

### 日本におけるマラリア
日本では、1903年時に全国で年間20万人のマラリア患者があったが、1920年には9万人、1935年には5,000人へと激減し、戦中・戦後の混乱期にもかかわらず減少を続け、1959年に滋賀県彦根市の事例を最後に土着マラリア患者が消滅している、沖縄県では米軍統治下の1962年に消滅した。
日本の古文献では、しばしば瘧（おこり）・瘧病（おこりやまい/ぎゃくびょう）と称される疫病が登場するが、今日におけるマラリアであると考えられている。養老律令の医疾令では、典薬寮に瘧の薬を備えておく規定がある。『和名類聚抄』には別名として「和良波夜美（わらわやみ）」「衣夜美（えやみ）」が記載されている（アーサー・ウェイリー訳ではague「マラリア」と訳してある）。前者は童（子供）の病気、後者は疫病の意味であると考えられている。『源氏物語』の「若紫」の巻では光源氏が瘧を病んで加持（かじ）のために北山を訪れ、通りかかった家で密かに恋焦がれる藤壺（23歳）の面影を持つ少女（後の紫の上）を垣間見る設定になっている。『御堂関白記』『日本紀略』には東宮敦良親王が寛仁2年（1018年）8月に瘧病を病んだとの記述があり、天台座主慶円の加持を受けたことが分かる。中世日本においてマラリアはありふれた病気であり、九条兼実、藤原定家、夢窓疎石といった人物が発病している他、『言継卿記』には作者山科言継の妻、南向が病んだ「わらはやみ」について詳しい記録がある。近代以前には西日本の低湿地帯において流行がみられた。歌舞伎の『助六由縁江戸』の口上は「いかさまナァ、この五丁町へ脛を踏ん込む野郎めらは、おれが名を聞いておけ。まず第一、瘧が落ちる（熱病が治る）…」である。江戸時代の川柳の題材としてもしばしば用いられていた。20世紀に沈静化した。
北海道
北海道ではほぼ全域で流行し、明治時代以降の北海道開拓に支障を来していた。例えば、1907年（明治40年）3月に着工された網走線鉄道工事の陸別・置戸間（当時、密林地帯で入植者はなかった）では、マラリア、皮膚病などに悩まされ、網走線請負人が共同で普通病院を設置しなければならなかった。また、深川村（現在の深川市）に駐屯していた屯田兵とその家族にマラリアの流行があり、1900年には1,471名の屯田兵と家族が感染していた（当時の深川村の屯田兵と家族の総数：8,207名。正確な年は不明だが、この頃の深川村の人口：14,073名）。1916年（大正5年）には、北海道全域のマラリア患者数は、2,003名であった（マラリアによる死亡者なし。当時の北海道の人口：1,408,362名）。北海道で流行したマラリアは、三日熱マラリアであり、その大多数は土着マラリアであると思われるが、撲滅された。ただし、今の北海道にも、かつて、日本で熱帯熱マラリアおよび三日熱マラリアを流行させたと推察されているオオツルハマダラカ（Anopheles lesteri）、あるいは、シナハマダラカ（Anopheles sinensis）などのハマダラカは生息している。
本州
琵琶湖周辺を中心として、滋賀県、福井県、石川県、愛知県、富山県の五県は本州でマラリア患者が最後まで残った地域であった。福井県では大正時代は毎年9,000 - 22,000名以上のマラリア患者が発生しており、1930年代でも5,000から9,000名の患者が報告されていた。本州で流行したマラリアは三日熱マラリアであり、その大多数は土着マラリアであると思われる。
沖縄
特に八重山諸島にはマラリア感染地域があることが知られ、琉球王朝の時代から強制移民と廃村が繰り返された歴史がある。また、第二次世界大戦中には戦争マラリアと呼ばれる大量感染の記録がある。これらも米軍政府と普天間基地を拠点とした米軍防疫部隊の尽力で1960年代前半に根絶された。ただし、今の石垣市や西表島東部、小浜にも、コガタハマダラカが高密度に生息している。なお、この地方のマラリアについては真の土着ではなく、より古い時代にオランダ船によりもたらされたとの説がある。
戦後マラリア
一般的に、マラリアは戦争時・戦後直後に大流行する傾向がある。実際、第一次世界大戦初期には欧州本土の軍隊間に甚だしいマラリアの流行はなかったが、末期近くになるにつれて漸次蔓延し、戦後には復員と共に従来マラリアをみなかった地方にまでにも及ぶようになり、一時的ではあったが遂には大流行となった。例えば、第一次世界大戦後のチェコスロバキアで熱帯熱マラリアの流行がみられた。
第二次世界大戦後、いわゆる内地（当時米国領の沖縄・奄美・小笠原以外）に帰還した旧日本兵や引揚者で、マラリアが再発したのは、約43万人と推定されている。これらの者が感染源となって、マラリアが内地で土着蔓延するのではないかと憂慮されていた。三日熱マラリアは、1946年、1947年に、それぞれ約7,000人の内地初感染があったと推定されている。熱帯熱マラリアは、1946年に、長崎県（36人）、熊本県（1人）、鹿児島県（2人）、岡山県（1人）、愛知県（1人）、大阪府（1人）で、1946年 - 1947年に北海道留辺蘂町（7人）で、1949年に、福岡県（1人）で、内地初感染（流行）があった。以上の流行は、大体、1 - 2年以内に終息し、土着蔓延しなかった。四日熱マラリアは、内地初感染は全くなかった。
現在の日本で土着マラリアが流行していない理由
日本では、1903年時に全国で年間20万人あったマラリア患者が、1920年には9万人、1935年には5,000人へと激減している。戦後500万人を超える復員者による再流行が懸念されたが、戦中・戦後の混乱期にもかかわらず減少を続け、1959年に彦根市の事例を最後に土着マラリア患者は根絶され、沖縄の戦争マラリアも1962年に根絶されている。現在では外国でマラリアに感染し、日本に帰国してから発症する例が年間100 - 150例程度あるものの、土着マラリアは流行していない。
土着マラリア患者が大正時代頃から戦後直後にかけて減少・消滅した原因は治療薬キニーネの治療効果、蚊帳や蚊取線香の使用などで生活環境の改善、湿地の土地改良や殺虫剤DDT散布によるマラリア媒介蚊ハマダラカの減少などにあるとされる。また日本の住宅構造や行動様式の変化により夜間に活動するハマダラカの吸血頻度が低下したことなどがあげられる。しかし、これらの状況が温暖化や自然災害などにより変化した場合は再び流行を起こす可能性もあると指摘されている。

## 特殊な疾患との関連性

### 鎌状赤血球症
鎌状赤血球症は、遺伝性の貧血病で、赤血球の形状が鎌状になり酸素運搬機能が低下して起こる貧血症である。主にアフリカ、地中海沿岸、中近東、インド北部で見られる。
11番染色体にあるヘモグロビンβ鎖の第6番目のアミノ酸が変わる（グルタミン酸がバリンに）遺伝子突然変異が原因であり、常染色体劣性遺伝をする。遺伝子型がホモ接合型の場合、常時発症しているのでたいていは成人前に死亡するが、遺伝子型がヘテロ接合型の場合、低酸素状態でのみ発症するので通常の日常生活は営める。鎌状赤血球遺伝子を持つ者は、日本にはほとんど見られないが、マラリアが比較的多く発症するアフリカにはかなり見られる。これは鎌状赤血球が短時間で溶血してしまうため、マラリア原虫が増殖できず、マラリアの発症を抑えるためである。

### グルコース-6-リン酸脱水素酵素欠損症
グルコース-6-リン酸脱水素酵素欠損症は、酵素の欠損により起こる遺伝子疾患の1つである。赤血球がもろくなることにより溶血性貧血などを引き起こすが、一方で鎌状赤血球症などと同じくマラリア原虫に抵抗性があり、マラリアの蔓延地域では自然選択で有利であるという特徴も持つ。グルコース-6-リン酸デヒドロゲナーゼ欠損症などとも呼ばれる。グルコース6リン酸脱水素酵素欠損の人は世界で4億人に達すると言われ、ヒトの酵素欠損症としては最多の疾患である。アフリカ人、アジア人、地中海沿岸の人々に多く、特にアフリカ系黒色人種では11%という高い有病率をもつ。これはマラリアに対し、この疾患が高い優位性を持っていることを示している。人間の体は常に活性酸素が発生する。活性酸素は反応性が高いため体に様々な問題を起こすが、それを除去する人間の備えがグルタチオン(GSH)である。グルタチオンは自身が酸化されグルタチオンジスルフィド(GSSG)になることにより、相手を還元し活性酸素を除去する。ただ、そのままではGSHがすべてGSSGになってしまい、還元剤としての作用が止まってしまう。そのため、GSSGを還元し再びGSHを作り出す補酵素NADPHが必要となる。NADPHはペントースリン酸経路中でグルコース-6-リン酸→ホスホグルコノラクトンの間、ホスホグルコノラクトン→リブロース-6-リン酸の間で産生されるが、グルコース-6-リン酸→ホスホグルコノラクトンの反応を起こすには触媒としてグルコース-6-リン酸デヒドロゲナーゼが必要である。グルコース-6-リン酸脱水素酵素欠損症の患者はグルコース-6-リン酸デヒドロゲナーゼが遺伝的に欠損しているために、これ以降の反応が進まず、それによりNADPHが不足し、さらにグルタチオン(GSH)が不足、体に発生する活性酸素が除去できないという病態を生じる。過剰の活性酸素が赤血球の膜を酸化、破壊し、短時間で溶血を引き起こし、マラリア原虫が増殖できない。
なお、グルコース-6-リン酸脱水素酵素欠損症に関連してソラマメ中毒があり、この中毒は、ソラマメに含まれる毒性物質によって起こる食中毒である。ソラマメを食べた後にグルコース-6-リン酸デヒドロゲナーゼ活性、および血球グルタチオン濃度が低下し、また血液の溶血性が高くなる。これにより発熱、血尿、黄疸が起こり、急性溶血性貧血によって死に至る場合もある。地中海沿岸各地、北アフリカ、中央アジア各地などではよくみられる疾患であるが日本などではあまり報告がない。この発症には遺伝的素因がかかわっており、イタリアなど地中海地域周辺に出自する男性に固有な遺伝子に起因する遺伝病の要素があるともされる。すなわちX染色体上にある遺伝子のグルコース-6-リン酸デヒドロゲナーゼ遺伝子に発症にかかわる変異が存在するために起こるというのである。

### バーキットリンパ腫
バーキットリンパ腫は、マラリアの流行地域で発症率の高い傾向にある。この腫瘍の発症にはEBウイルスの関与していると言われ、マラリアに感染するとEBウイルスの活動を抑え込み難くなるのではないかとも言われる。

## ヒト以外の動物において
P. juxtanucleareおよびP. gallinaceumを原因とする鶏マラリア、P. knowlesi、P. cynomolgiなどを原因とする猿マラリアが存在する。猿マラリアを引き起こす原虫による実験室内における人体感染の報告がある。鶏マラリアでは発熱、脾腫、貧血、を主徴とし、黄疸や緑色便が認められることもある。また、ヒプノゾイトと呼ばれる肝内休眠原虫を形成し、終生持続し、再発症を起こす場合や持続感染免疫が成立する場合がある。ヒプノゾイトはP. vivax、P. ovaleにおいても認められる。